# Gentiana
La genciana, conocida también en algunas partes de Europa como hierba de San Ladislao (nombre científico Gentiana) es un género de plantas de la familia Gentianaceae. Es un género grande con 1553 especies descritas y de estas, solo 354 aceptadas.
Es un género cosmopolita que se distribuye por las regiones templadas de Asia, Europa y América. También se encuentran algunas especies en África, Australia y Nueva Zelanda.

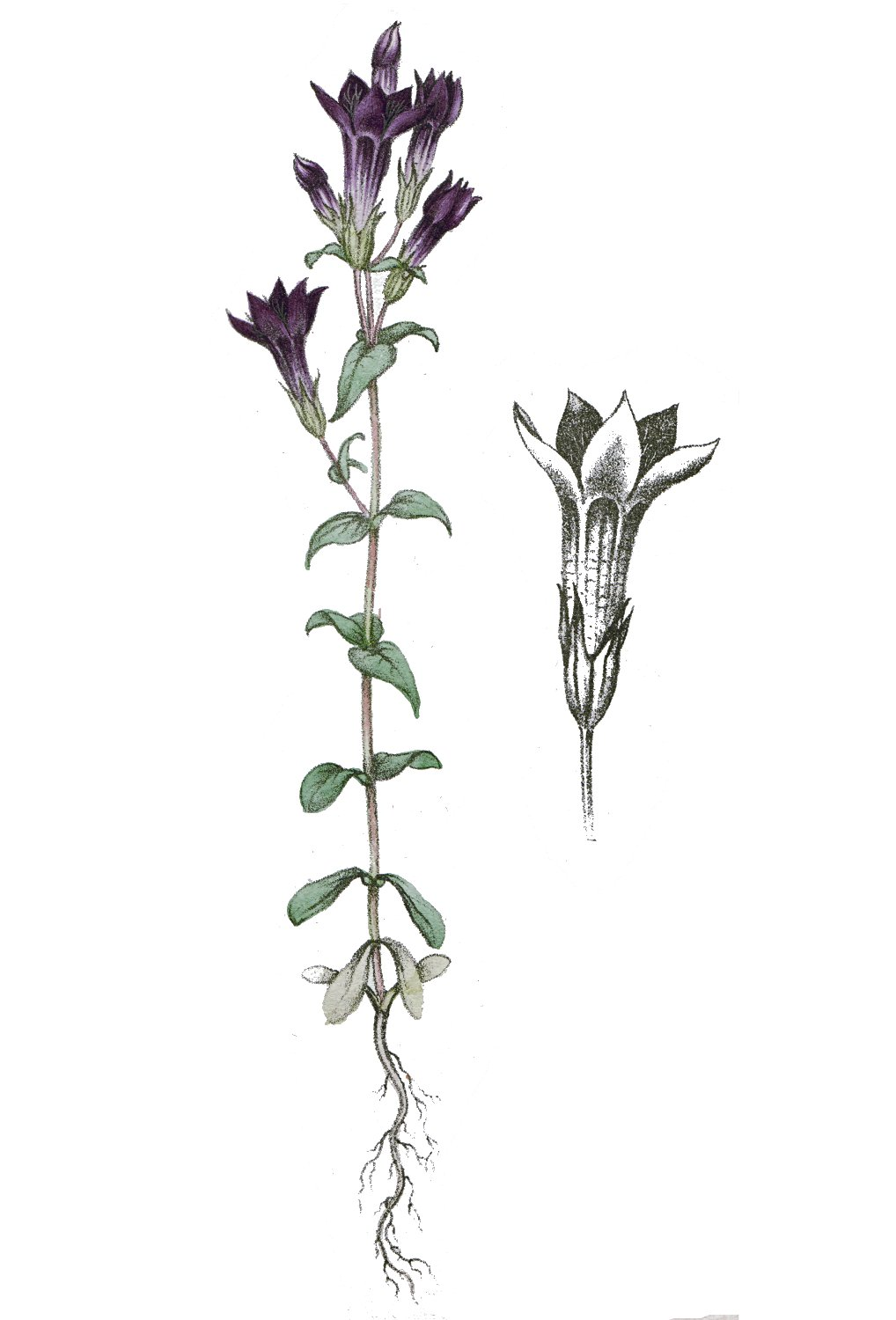
Gentiana amarella

## Descripción
Son plantas generalmente perennes, unas pocas especies son anuales o bienales. La mayoría tienen una roseta de pocas hojas basales, sésiles y opuestas. Las flores suelen ser de gran tamaño en proporción con las modestas dimensiones de las plantas, generalmente azules, pero algunas especies tienen flores de color blanco, crema, amarillo o rojo. Las especies de flores azules predominan en el hemisferio norte, el rojo en los Andes y las blancas en Nueva Zelanda. Solitarias o en inflorescencias, casi siempre espigas, a veces cimas más o menos complejas. Flores generalmente tubulares o acampanadas, actinomorfas, pentámeras. Tubo del cáliz bien desarrollado, algunas veces hendido y espatáceo. Lóbulos de la corola más cortos que el tubo, alternando con otros, petaloideos, más cortos; estambres insertados por debajo de la mitad del tubo de la corola, sin apéndices, el polen en mónadas; ovario estipitado, el estilo corto o indistinto, persistente, con dos estigmas; nectarios en el estípite del ovario., con cinco pétalos en la corola y el cáliz formado por cinco sépalos. El ovario es sésil y tiene glándulas nectaríferas.
El fruto en cápsulas, ovoides apuntados; y las semillas muy numerosas y pequeñas, con cubierta reticulada.

## Taxonomía
El género fue descrito por  Carlos Linneo y publicado en Species Plantarum 1: 227. 1753. La especie tipo es: Gentiana lutea L
Etimología
Gentiana: Según Plinio el Viejo y Dioscórides, su nombre deriva del de Gentio, rey de Iliria en el siglo II a. C., a quien se atribuía el descubrimiento del valor curativo de la Gentiana lutea.

## Usos
Muchas bebidas están hechas con raíz de genciana, tales como el amargo de Angostura, Aperol, Campari, Fernet-Branca y Moxie, la bebida oficial del estado de Maine (Estados Unidos), entre otras.  Además, la Gentiana lutea se utiliza para producir el licor de genziana, una bebida destilada que se realiza en los Alpes y en la región de Auvernia.